# Natalus macrourus
Natalus macrourus es una especie de murciélago sudamericano de la familia Natalidae que se encuentra en la región oriental de Brasil y en Paraguay.

## Hábitat
Es una especie que tiene necesidades específicas de anidado, alimentación y reproducción, asociada a cuevas, lo cual la hace especialmente vulnerable a la pérdida de hábitat o su degradación. Asimismo, esta especie es particularmente amenazada a través de las campañas de exterminio de murciélagos llevadas adelante en Brasil para combatir la rabia.
Anteriormente era considerada una subespecie de Natalus stramineus.